# نيل أوغدن
نيل أوغدن (بالإنجليزية: Neil Ogden)‏ (29 نوفمبر 1975 في المملكة المتحدة - ) هو لاعب كرة قدم بريطاني في مركز الدفاع. لعب مع بورتاداون ونادي سليغو روفرز ونادي شيلبورن وويغان أتلتيك ونادي غالواي ‏ ونورثويتش فيكتوريا ونادي لارن ‏ ونادي أمازولو.

## وصلات خارجية
- نيل أوغدن على موقع قاعدة بيانات كرة القدم.إي يو (الإنجليزية)